# Hymna Cerezo Ósaka
„Hymna Cerezo Ósaka“ (japonsky セレッソ大阪アンセム, Seressoōsaka ansemu) je japonská skladba z roku 2008, která je hymnou fotbalového klubu Cerezo Ósaka. Skladbu složil japonský skladatel filmové hudby Júsuke Honma.
Elektronickou skladbu doprovází mezinárodně srozumitelný chorál. Autor do samotné kompozice díla zakomponoval v Japonsku populární Kánon D dur od Johanna Pachelbela. Mimo samotnou skladbu složil také instrumentální intro k hymně, ve které použil motiv z kompozice Once Upon a Time in the West ze stejnojmenného alba z roku 1972 od Ennia Morriconeho.

## Souvislosti vzniku
Autor skladby Júsuke Honma, který v minulosti pracoval jako fotbalový trenér, skladbu představil v roce 2008 na Stadionu Nagai o Ósace. V období od září 2008 do června 2012 pracoval pro klub Cerezo Ósaka jako takzvaný mistr Stadionu Nagai, který má na starosti doprovodné akce a hudební doprovod utkání, jak je běžné v japonské první lize J1 League.